# Theo Timmer
Theo Timmer (Ámsterdam , Países Bajos, 6 de marzo de 1949) es un expiloto de motociclismo neerlandés. Tuvo su mejor temporada en 1981 cuando ganó el Gran Premio de Checoslovaquia y terminó la temporada en segundo lugar, detrás de Ricardo Tormo. En 1972 y 1973 fue tercero en el campeonato. Construyó la mayoría de sus propias motocicletas. Jan Thiel y Martin Mijwaart fueron sus maestros. Las marcas de motor que utilizó fueron Jamathi, Kreidler, Bultaco, Casal y Morbidelli. Fue dos veces campeón nacional de motociclismo.

## Resultados en el Campeonato del Mundo
Sistema de puntuación desde 1969 hasta 1987:
| Posición | 1.º | 2.º | 3.º | 4.º | 5.º | 6.º | 7.º | 8.º | 9.º | 10.º |
| Puntos   | 15  | 12  | 10  | 8   | 6   | 5   | 4   | 3   | 2   | 1    |

### Carreras por año
(Carreras en negrita indica pole position, carreras en cursiva indica vuelta rápida)
| Año  | Cat.  | Equipo             | 1      | 2       | 3       | 4       | 5       | 6       | 7       | 8       | 9       | 10      | 11     | 12      | 13      | Pts. | Pos. |
| ---- | ----- | ------------------ | ------ | ------- | ------- | ------- | ------- | ------- | ------- | ------- | ------- | ------- | ------ | ------- | ------- | ---- | ---- |
| 1972 | 50cc  | Jamathi            | ALE -  |         |         | NAC -   |         | YUG -   | NED 4   | BEL 3   | RDA 1   |         | SUE 2  |         | ESP 6   | 50   | 3.º  |
| 1973 | 50cc  | Jamathi            |        |         | ALE 1   | NAC 4   |         | YUG Ret | NED 2   | BEL 3   |         | SUE 3   |        | ESP 5   |         | 47   | 3.º  |
| 1974 | 50cc  | Jamathi            | FRA -  | GER DNS |         | NAC -   | NED Ret | BEL Ret | SUE 11  | SUE 6   | CHE 6   | YUG 7   | ESP 8  |         |         | 17   | 11.º |
| 1975 | 50cc  | Jamathi            |        | ESP -   |         | ALE -   | NAC -   |         | NED 11  | BEL 4   | SUE 6   | FIN Ret |        | YUG -   |         | 13   | 11.º |
| 1976 | 50cc  | Jamathi y Kreidler | FRA 6  |         | NAC -   | YUG -   |         | NED 11  | BEL 18  | SUE 9   | FIN 6   |         | ALE 19 | ESP Ret |         | 12   | 12.º |
| 1977 | 50cc  | Bultaco            |        |         | ALE Ret | NAC DNQ | ESP -   |         | YUG 9   | NED Ret | BEL Ret | SUE 5   |        |         |         | 8    | 14.º |
| 1978 | 50cc  | Kreidler           |        | ESP 7   |         |         | NAC DNQ | NED Ret | BEL 10  |         |         |         | ALE 7  | CHE Ret | YUG Ret | 9    | 17.º |
| 1979 | 50cc  | Bultaco            |        |         | ALE -   | NAC -   | ESP 9   | YUG 11  | NED 9   | BEL 2   |         |         |        |         | FRA 14  | 16   | 12.º |
| 1980 | 50cc  | Bultaco            | NAC 2  | ESP Ret |         | YUG Ret | NED 6   | BEL Ret |         |         |         | ALE 9   |        |         |         | 19   | 7.º  |
| 1981 | 50cc  | Bultaco            |        |         | ALE Ret | NAC 5   |         | ESP 4   | YUG 4   | NED 4   | BEL 3   | RSM 3   |        |         | CZE 1   | 65   | 2.º  |
| 1982 | 50cc  | Bultaco            |        |         |         | ESP 4   | NAC Ret | NED 7   |         | YUG 8   |         |         |        | RSM Ret | ALE Ret | 15   | 7.º  |
| 1982 | 125cc | MBA                | ARG -  | AUT 14  | FRA -   | ESP DNQ | NAT -   | NED 20  | BEL -   | YUG -   | GBR -   | SWE -   | FIN -  | CZE -   |         | 0    | NC   |
| 1983 | 50cc  | Casal              |        | FRA 8   | NAC Ret | ALE 10  | ESP Ret |         | YUG Ret | NED 6   |         |         |        | RSM 4   |         | 17   | 10.º |
| 1984 | 80cc  | HuVo-Casal         |        | NAC 11  | ESP Ret | AUT Ret | ALE Ret |         | YUG 9   | NED 9   | BEL 10  |         |        | RSM 4   |         | 13   | 10.º |
| 1985 | 80cc  | HuVo-Casal         |        | ESP 5   | ALE 8   | NAC Ret |         | YUG 7   | NED 6   |         | FRA 10  |         |        | RSM 9   |         | 21   | 7.º  |
| 1986 | 80cc  | HuVo-Casal         | ESP 13 | NAC 6   | ALE Ret | AUT 13  | YUG Ret | NED Ret |         |         |         | GBR Ret |        | RSM Ret | BDN 10  | 6    | 13.º |
| 1987 | 80cc  | Casal              |        | ESP Ret | ALE DNS | NAC -   | AUT 14  | YUG Ret | NED 23  |         | GBR 15  |         | CHE 9  | RSM 15  | POR 16  | 1    | 24.º |

1. ↑  Discrepancia en los puntos asignados en MotoGP, entre clasificación del campeonato y los resultados por Gran Premio.